# 龙泉乡 (泾阳县)
龙泉乡是中国陕西省咸阳市泾阳县下辖的一个乡。

## 行政区划
龙泉乡下辖以下行政区：
岳家村、中山村、四罗沟村、王家村、冯家堡村、毛家村、沙沟村、竹园张村、东李庄村、茹家村、雒仵村、西李庄村、龙源村